# Ekaterina Lobaznjuk
Ekaterina Vladimirovna Lobaznjuk (in russo Екатерина Владимировна Лобазнюк?; Fergana, 10 giugno 1983) è un'ex ginnasta russa.
Figlia di un allenatore di ginnastica, nasce in Uzbekistan e inizia la carriera di ginnasta a sei anni. Nel 1997 entra a far parte della Nazionale russa. Vince ai giochi olimpici di Sydney nel 2000 tre medaglie: due argenti e un bronzo.